# 응력집중

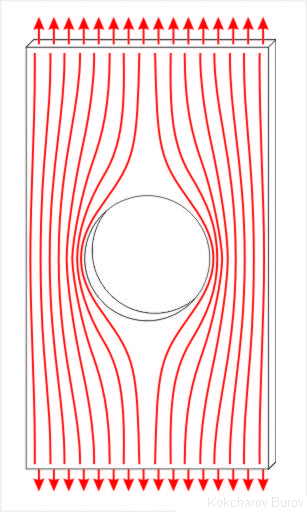

고체역학에서 응력집중(Stress concentration)은 응력이 주변 영역보다 상당히 큰 물체의 위치이다. 응력 집중은 응력 흐름을 방해하는 구조 구성 요소의 기하학적 구조나 재료에 불규칙성이 있을 때 발생한다. 이는 구멍, 홈, 노치 및 필렛과 같은 세부 사항에서 발생한다. 응력 집중은 흠집이나 긁힘과 같은 우발적인 손상으로 인해 발생할 수도 있다.
일반적으로 인장 하중 하에서 불연속성의 집중 정도는 무차원 응력 집중 계수 {\displaystyle K_{t}}로 표현될 수 있으며, 이는 공칭 원거리장 응력에 대한 최고 응력의 비율이다. 무한 플레이트에 있는 원형 구멍의 경우 {\displaystyle K_{t}=3}이다. 응력집중 계수는 균열 팁 주변 영역의 응력에 대한 균열의 영향을 정의하는 데 사용되는 응력확대계수와는 구별한다.
연성 재료의 경우 큰 하중은 응력 집중에서 먼저 발생하는 국부적인 소성 변형 또는 항복을 유발할 수 있으며 이는 응력 재분배를 허용하고 부품이 계속 하중을 지탱할 수 있게 해준다. 취성 재료는 일반적으로 응력 집중에서 파손된다. 그러나 낮은 레벨의 하중이 반복되면 피로 균열이 시작되고 응력 집중에서 천천히 성장하여 연성 재료도 파손될 수 있다. 피로 균열은 항상 응력 증가 요인에서 시작되므로 이러한 결함을 제거하면 피로 강도가 높아진다.